# الانتخابات البرلمانية الفنزويلية 2015
أجريت الانتخابات البرلمانية في فنزويلا يوم 6 ديسمبر عام 2015. أعضاء المعارضة قد توقعت بأن الرئيس نيكولاس مادورو قد تعلق الانتخابات، ولكن تنص مادورو أن الانتخابات يمكن أن يحدث حتى في أشد الظروف المعاكسة. وأظهرت استطلاعات الرأي إلى ان المعارضة الوحدة الديمقراطي المائدة المستديرة الرائدة بفارق مريح الحزب الاشتراكي الموحد الحاكم في فنزويلا، ومنحهم فرصة لاستعادة السيطرة على الجمعية الوطنية للمرة الأولى منذ وقت مبكر عقد 2000.